# 包瀛福
包瀛福（1933年3月—2020年11月1日），男，浙江永嘉人，生于上海。中国足球运动员、教练员。

## 生平
1933年生于上海。中学毕业后进入上海私营顺昌公司铁工厂工作，并随厂队参加了1953-54年度上海市足球联赛。1955年9月入选全国轻工队，参加第一届全国工人运动会。1956-58年代表全国轻工队（改名为全国红旗队）参加全国甲级队联赛。1958年底，红旗队改为上海三队，还不满26岁的包瀛福被任命为上海一队教练，1959年底升任主教练。他率队获得1961年及1962年两届全国足球联赛冠军。文化大革命时期受到冲击。1970年代后，历任上海体工队足球班班主任兼领队、主教练。1974年10月，作为副领队（吴向东为领队）率领上海足球队访问赤道几内亚、达荷美、多哥、加纳等国。1979年被批准为第一批国家级足球教练员。1980年卸下教练职务后，历任中国足球教练委员会主任、上海市体委足球办公室主任、上海市足协专职副主席等职。1985年获“新中国体育开拓者荣誉奖”。1999年至2000年，出任浙江绿城总教练。2004年，与刘思义一起出任八一南昌衡源队技术顾问。他认为中国足球的落后，不在于是谁来当主教练，而是因为后备人才的严重匮乏。
2020年11月1日凌晨逝世。